# Makarówka
Makarówka – wieś sołecka w Polsce położona w województwie mazowieckim, w powiecie łosickim, w gminie Huszlew.
Wieś magnacka położona była w końcu XVIII wieku w hrabstwie bialskim w powiecie brzeskolitewskim województwa brzeskolitewskiego. W latach 1975–1998 miejscowość administracyjnie należała do województwa bialskopodlaskiego.

## Obiektyzabytkowe
Makarówka była wsią ruską, genetycznie ukraińską.   
- Cerkiew unicka, 1701 rok, drewn., nr rej.: A-215 z 23.03.1993.  Obecnie służy jako rzymskokatolicki kościół parafialny Zwiastowania Najświętszej Marii Panny.